# Wendell Carter Jr.
Wendell Andre Carter Jr. (* 16. April 1999 in Atlanta, Georgia) ist ein US-amerikanischer Basketballspieler, der für die Orlando Magic in der NBA spielt.

## Laufbahn
Dem gebürtig aus dem US-Bundesstaat Georgia stammenden Carter wurde Basketball in die Wiege gelegt, da seine Mutter diese Sportart an der University of Mississippi und sein Vater an der Delta State University auf Leistungsniveau betrieben hatten. Carter spielte in der Schulmannschaft der Pace Academy in Atlanta und stieg zu einem der US-weit hoffnungsvollsten Basketball-Talente seines Jahrgangs auf. In entsprechenden Ranglisten wurde er unter den besten fünf Spielern des ganzen Landes geführt. In seinem Senior-Jahr an der Pace Academy (2016/17) erreichte er Mittelwerte von 22,7 Punkten, 15,5 Rebounds und 5,8 geblockten Würfen je Begegnung.
Carter entschloss sich, ein Stipendienangebot der Duke University anzunehmen und unter Startrainer Mike Krzyzewski zu spielen. Er wurde im Spieljahr 2017/18 als Mannschaftsneuling prompt eine Stütze der „Blauen Teufel“ und stand in all seinen 37 Saisoneinsätzen in der Anfangsaufstellung. Dabei verbuchte Carter 13,5 Punkte, 9,1 Rebounds sowie 2,1 geblockte Würfe pro Spiel. Letzteres war der Mannschaftshöchstwert.
Am 16. April 2018, seinem 19. Geburtstag, ließ Carter verlauten, seine Karriere auf Universitätsniveau zu beenden und ins Profilager zu wechseln, indem er sich für das Draft-Verfahren der NBA einschrieb. Dort sicherten sich im Juni 2018 die Chicago Bulls die Rechte an Carter, der an insgesamt siebter Stelle ausgewählt wurde. Als NBA-Neuling Carter bestritt im Spieljahr 2018/19 44 Spiele für Chicago (10,3 Punkte, 7,0 Rebounds/Spiel), ehe er sich einer Daumenoperation unterziehen musste.
Ende März 2021 war Carter Bestandteil eines Tauschhandels, in dessen Rahmen er von Chicago an die Orlando Magic abgegeben wurde.

### Nationalmannschaft
Mit der US-Nationalmannschaft der Altersklasse U16 gewann er 2015 die Amerikameisterschaft, mit der U17-Auswahl der Vereinigten Staaten wurde er 2016 Weltmeister.

## Karriere-Statistiken

### NBA

#### Hauptrunde
| Saison  | Team              | GP  | GS  | MPG  | FG % | 3P % | FT % | RPG  | APG | SPG | BPG | PPG  |
| ------- | ----------------- | --- | --- | ---- | ---- | ---- | ---- | ---- | --- | --- | --- | ---- |
| 2018–19 | Chicago           | 44  | 44  | 25.2 | .485 | .188 | .795 | 7.0  | 1.8 | 0.6 | 1.3 | 10.3 |
| 2019–20 | Chicago           | 43  | 43  | 29.2 | .534 | .207 | .737 | 9.4  | 1.2 | 0.8 | 0.8 | 11.3 |
| 2020–21 | Chicago / Orlando | 54  | 44  | 25.5 | .503 | .294 | .732 | 8.2  | 1.9 | 0.6 | 0.8 | 11.2 |
| 2021–22 | Orlando           | 62  | 61  | 29.9 | .525 | .327 | .691 | 10.5 | 2.8 | 0.6 | 0.7 | 15.0 |
| 2022–23 | Orlando           | 57  | 54  | 29.6 | .525 | .356 | .738 | 8.7  | 2.3 | 0.5 | 0.6 | 15.2 |
| 2023–24 | Orlando           | 55  | 48  | 25.6 | .525 | .374 | .694 | 6.9  | 1.7 | 0.6 | 0.5 | 11.0 |
| Gesamt  | Gesamt            | 315 | 294 | 27.6 | .517 | .334 | .727 | 8.5  | 2.0 | 0.6 | 0.8 | 12.5 |

#### Play-offs
| Saison  | Team    | GP | GS | MPG  | FG % | 3P % | FT % | RPG | APG | SPG | BPG | PPG |
| ------- | ------- | -- | -- | ---- | ---- | ---- | ---- | --- | --- | --- | --- | --- |
| 2023–24 | Orlando | 7  | 5  | 26.4 | .404 | .280 | .727 | 6.3 | 1.3 | 0.7 | 0.6 | 7.6 |
| Gesamt  | Gesamt  | 7  | 5  | 26.4 | .404 | .280 | .727 | 6.3 | 1.3 | 0.7 | 0.6 | 7.6 |